# Frederick Burr Opper
Frederick Burr Opper (* 2. Januar 1857 in Madison, Ohio; † 28. August 1937, New Rochelle, New York) war ein US-amerikanischer Comiczeichner und Illustrator. Bekannt wurde er durch die Comicstrips Happy Hooligan, And her Name was Maud und Alphonse and Gaston.

## Leben
Der als Sohn österreichischer Einwanderer in Madison, Ohio, geborene Opper verließ im Alter von 14 Jahren die Schule und begann für die Zeitung seines Heimatortes, The Madison Gazette, zu zeichnen. Mit 20 übersiedelte er an die amerikanische Ostküste und wurde festangestellter Zeichner für das Magazin Wild Oats. Nebenbei war er für die Magazine Puck und Harper’s Bazaar freiberuflich tätig. 1899 wurde er von William Randolph Hearst angeworben, für dessen Zeitungen er vom 26. März 1900 bis zum 14. August 1932 den Strip Happy Hooligan zeichnete. Den ersten Strip von Alphonse and Gaston zeichnete Opper im Jahr 1902, And her Name was Maud zeichnete Opper ab 1904. Weitere, weniger bekannte Strips von Opper, der auch als Illustrator tätig war, waren Our Antedeluvian Ancestors und Howson Lotts. Er starb im Alter von 80 Jahren, nachdem es ihm aufgrund einer Augenerkrankung während seiner letzten fünf Lebensjahre versagt blieb zu zeichnen.
Laut Andreas C. Knigge fällt Opper, der auch Autor diverser Trickfilme, die auf seinen Vorlagen basierten, war, das Verdienst zu, die „regelmäßige Verwendung von Sprechblasen eingeführt zu haben“. Darüber hinaus habe Opper, so Knigge, „in mehrerlei Hinsicht wichtige Akzente für das Comic-Medium gesetzt“.

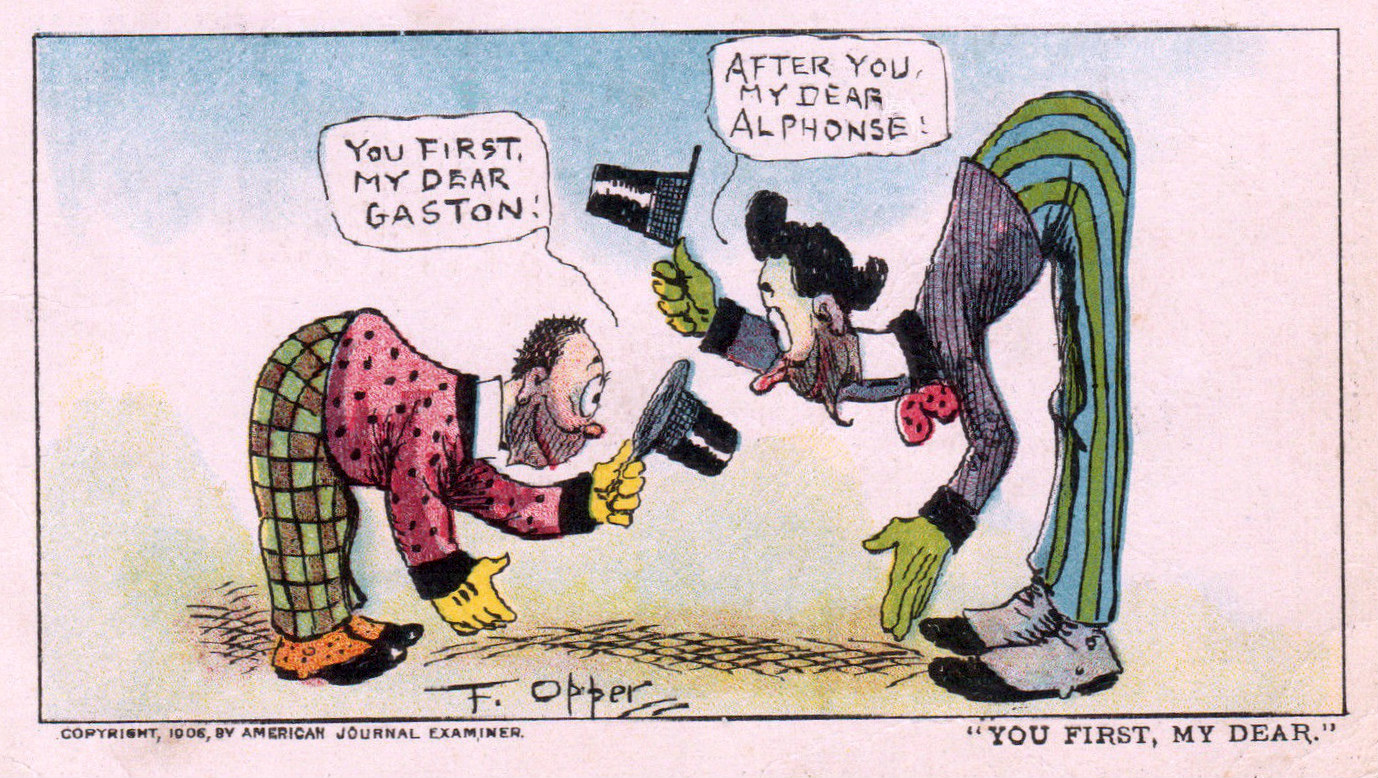
Alphonse and Gaston